# Elzenzilvervlekmot
De elzenzilvervlekmot (Heliozela resplendella) is een vlinder uit de familie zilvervlekmotten (Heliozelidae). De wetenschappelijke naam is voor het eerst geldig gepubliceerd in 1851 door Stainton.
De soort komt voor in Europa.